# Urft (rivier)
De Urft is een 50,2 km lange zijrivier van de Roer. De rivier stroomt in de Duitse deelstaat Noordrijn-Westfalen. In de gemeente Kall stroomt de Urft door een plaats met dezelfde naam.

## Verloop
De Urft ontspringt in de Noordeifel nabij Schmidtheim en stroomt door Nettersheim, Kall en Gemünd. Bij Rurberg mondt ze uit via een stuwmeer (de Rurstausee) in de Roer die via de stad Roermond in de Maas stroomt.

## Stuwmeer

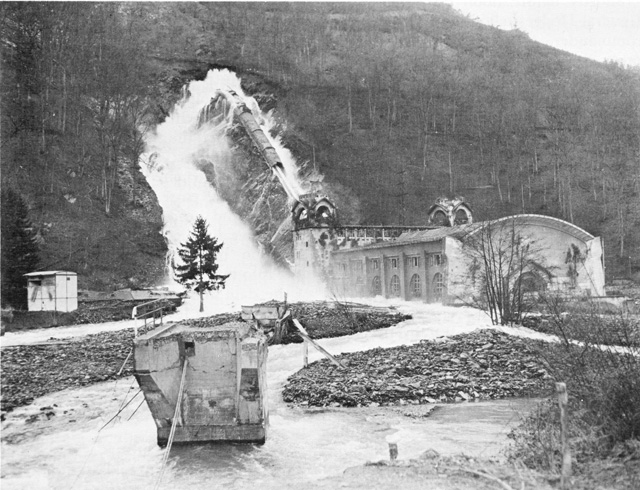
De gesaboteerde afsluiter van de Kermeterstollen in 1945

De Urft bevat zelf ook een stuwmeer dat door de stuwdam Urfttalsperre afgesloten wordt. Het stuwmeer (Urftstausee) bevindt zich in het district Euskirchen en is ongeveer 2,16 km² groot. De Urfttalsperre werd tussen 1900 en 1905 aangelegd. Het stuwmeer was destijds het grootste van Europa. Aan de andere kant van de Urfttalsperre begint de Obersee. De Obersee is een meer dat direct aan de Rurstausee aansluit. In februari 1945 werd de stuwdam gesaboteerd door het Duitse leger om de Amerikaanse opmars te verhinderen tijdens de operaties Grenade en Lumberjack. Het stuwmeer liep helemaal leeg en vertraagde de geallieerde opmars twee weken.

## Zijrivieren
De belangrijkste zijrivier van de Urft is langs de rechterzijde de Genfbach als langs de linkerzijde de Gillesbach, Kallbach en de Olef.
De waterloop met de naam Kall ligt noordelijker, nabij de gemeente Hürtgenwald en is een zijriviertje van de Rur, dat te Zerkall daarin uitmondt.
- Gemeinsame Normdatei: 4736625-4
- Virtual International Authority File: 311144783176006314273